# Коцио, Иньяцио Алессандро
Инья́цио Алесса́ндро Ко́цио, граф Салабу́э (итал. Ignazio Alessandro Cozio, conte di Salabue; 14 марта 1755, Казале-Монферрато — 15 декабря 1840, Салабуэ, ныне часть коммуны Понцано-Монферрато) — итальянский аристократ, историк, коллекционер струнных музыкальных инструментов и исследователь кремонской скрипичной традиции. Сын графа Карло Коцио (ок. 1715 — ок. 1780).

## Происхождение и семья
Происходил из богатой аристократической североитальянской семьи. Прапрадед Иньяцио Алессандро — первый граф Салабуэ Карло Алессандро (умер около 1685 года) был включён в списки дворянства в 1665 году, был председателем сената Казале-Монферрато, занимал высокие государственные должности в Мантуанском герцогстве. Отец Иньяцио Алессандро — Карло Коцио был известен как автор двухтомного трактата, посвящённого шахматам, а также приобрёл в Болонье в 1720 году скрипку авторства Николо Амати, что могло послужить в дальнейшем одной из причин к коллекционированию Иньяцио Алессандро музыкальных инструментов. Матерью Иньяцио Алессандро была маркиза Таддеа Бальбьяни.

## Биография
Согласно обычаям своего времени, Коцио должен был стать военным. Он обучался в Туринской военной академии (где его сокурсником был Витторио Альфьери), и затем стал курсантом кавалерийского полка в Салуццо. После смерти отца, умершего около 1780 года, Коцио отказался от военной карьеры и вернулся в родовое поместье Салабуэ для того, чтобы управлять семейным имуществом.
Хотя не похоже, чтобы Иньяцио Алессандро серьёзно занимался музыкой, он наверняка играл на каком-нибудь струнном инструменте в качестве любителя, как и другие представители местных аристократических семей, таких, как Сакки и Санаццаро, регулярно организовывавшие «музыкальные академии», то есть концерты. Так, согласно архивным документам, в 1776 году граф Федерико Санаццаро осуществил платёж за «музыкальные академии, проходившие в доме графа Коцио». 
За несколько лет до этого, в 1773 году, Коцио стал постоянным клиентом (согласно Ф. Сакки — практически покровителем) скрипичного мастера Джованни Баттисты Гваданьини, который, переехав в то время в Турин, оказался в затруднённом финансовом положении. Как указал сам Коцио в «Проекте исправления и дополнения к описанию Кремоны касательно её известных изготовителей струнных и смычковых инструментов» (Progetto di rettifica ed aggiunta alla biografia cremonese riguardo alli suoi celebri fabbricatori d'istrumenti a corda ed arco), написанном им в Милане в 1823 году, в течение нескольких лет (определенно с 1773 по 1776), он заказал у Гваданьини как для себя, так и для своих друзей, несколько инструментов, выполненных из «прекрасного и отборного лесного дерева». Это подтверждают расходные ведомости графа Федерико Санаццаро, из которых следует, что 21 августа 1773 года тот приобрёл скрипку «Гваданино» — по-видимому, через посредничество Коцио.
Частые контакты с Гваданьини побудили Коцио заинтересоваться кремонской традицией изготовления струнных инструментов и серьёзно заняться изучением этого вопроса. В результате он приобрёл наибольшее количество инструментов, созданных Амати, Гварнери и Страдивари, согласно особенностям их конструктивных характеристик, — чтобы, как он неустанно повторял в своих трудах, они могли послужить образцами для тех, кто хотел бы продолжить прославленную, хотя и находящуюся ныне в упадке, традицию. 
Воодушевленный этим намерением не только как коллекционер, но и как настоящий учёный, в 1775 году Коцио через местного суконщика Джованни Микеле Ансельми ди Бриата вступил в переговоры с наследниками Антонио Страдивари. Суконщик Паоло, последний оставшийся в живых сын великого мастера, заявил, что продаст всё охотно и по скромной цене, «дабы ничего от моего отца не осталось в Кремоне» — возможно, он был обижен равнодушием горожан к трудам и памяти своего отца. Таким образом, Коцио приобрёл десять инструментов (не считая ещё несколько незаконченных), а также формы, штампы, эскизы и различные приспособления и инструменты к ним впридачу. Покупка, включавшая в себя инструмент, названный по титулу Коцио «скрипкой Салабуэ» и впоследствии прославившийся под названием «Мессия», сформировала ядро коллекции, ставшей со временем одной из самых ценных коллекций струнных инструментов, которые когда-либо существовали. Коцио постепенно пополнял коллекцию, следуя советам своего «искусного советника» Гваданьини. После смерти мастера в 1786 году он уже самостоятельно делал умелые приобретения у различных частных лиц. В результате долгих лет усердного коллекционирования в его собрании оказалось более ста инструментов, среди которых были скрипки Антонио Страдивари и его сыновей Франческо и Омобоно; учеников Амати Джоаккино и Джованни Каппа; братьев Антонио и Джироламо Амати, самого Николо Амати и его сына, также Джироламо; Андреа, Джузеппе и Пьетро Гварнери и внука Андреа Джузеппе; Франческо и Джованни Баттиста Руджери; Карло Бергонци, а также других известных мастеров, таких как Штайнер и, конечно, Джованни Баттиста Гваданьини. Итальянский граф не только собрал обширную коллекцию известных мастеров и был одним из первых знатоков прекрасных скрипок, он также вёл подробные описи своей коллекции — Перепись Коцио (ит. Cozio Carteggio) с датами, именами мастеров, покупателей и продавцов, что позволило сохранить историю уникальных скрипок.
Carteggio Cozio di Salabue — первая историческая запись, сделанная за период, охватывающий более полувека и описывающая мастерство нескольких знаменитых профессиональных изготовителей скрипок, в том числе Джованни Баттисты Гваданьини. Возможно, Коцио был первым, кто обратил внимание на технические аспекты, отличающие одного производителя от другого и дающие ключ к пониманию деталей, делающих их работу уникальной. В том виде, в каком их описывал граф, они часто противоречивы и не безошибочны, но чем больше специалисты исследуют его жизнь, коллекцию и записи, они становятся всё более ценными. В 1816 году Коцио начал писать «Историю скрипки», которая осталась незаконченной и была долгое время неизвестна (рукопись находилась у его потомка маркиза Далла Валле в Турине). В отличие от инвентарных заметок, она явно предназначалось для публикации и написана тщательно. В ней отражено глубокое и практическое понимание развития различных школ итальянских мастеров, а также личные наблюдения, которые служат ценным руководством для современных исследований, отражено подлинное знание принципов изготовления и настройки и множество полезных советов для производителей.

Cozio di Salabue — недостающее звено между современными знаниями и деятельностью великих итальянских скрипичных мастеров, а его «Carteggio» — Розеттский камень в истории скрипичного дела— Автор публикаций о скрипке, её истории, специалист по изготовлению и реставрации струнных инструментов Джон Дилворт (англ. John Dilworth)
.
После Французской революции и последовавшего вслед за ней в 1792 году вторжения Франции в Пьемонт Коцио передал на хранение бо́льшую часть своей коллекции миланскому банкиру Карло Карли — другу скрипачей Никколо Паганини и Алессандро Роллы. Карли имел право продавать инструменты из коллекции музыкантам, так в июле 1820 года он продал одну из скрипок Страдивари Паганини за 100 луидоров.
Тем временем Иньяцио Алессандро занимался политической деятельностью: он был дважды мэром Казале-Монферрато, а также занимал другие административные должности, документы о которых оказались утерянными в период французской оккупации. Помимо этого занимался научно-исторической работой: в 1816 году он написал свои «Воспоминания», где собрал воедино множество постепенно им собранных сведений касательно кремонских мастеров. Начиная с 1820 года на основании этих данных он подготовил несколько статей о кремонских скрипичных мастерах для биографического словаря Кремоны Винченцо Ланчетти, а также комментариев к книгам и статьям других авторов. С 22 октября 1833 года Иньяцио Алессандро Коцио был членом Субальпинской депутации родной истории — органа, созданного для исследования истории Пьемонта и окружающих территорий; в рамках этой работы он подготовил для многотомного Monumenta Historiae Patriae раздел, посвящённый уставам города Казале-Монферрато (опубликован в Турине в 1838 году). Использовавшиеся Коцио для написания этой работы исторические документы были позднее переданы наследниками в Туринский королевский архив и известны как «коллекция Коцио»; за это дочь Коцио была награждена золотой медалью королём Карлом Альбертом Савойским.

## Коллекция

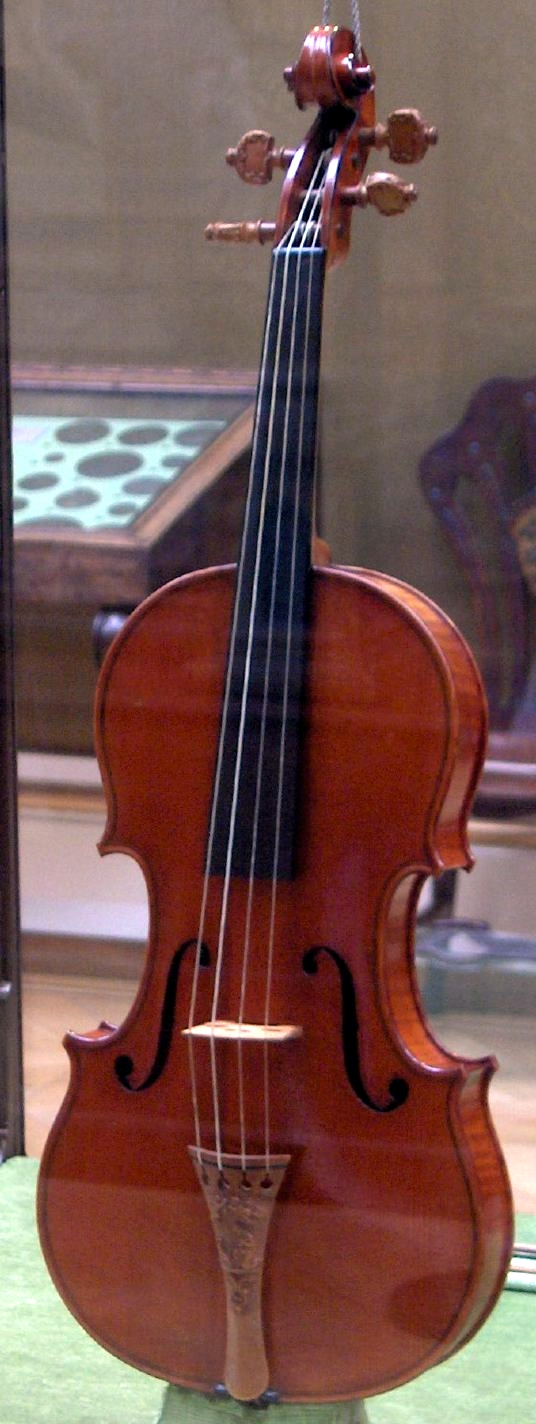
«Мессия» Антонио Страдивари

Начало коллекции музыкальных инструментов Иньяцио Алессандро Коцио (если не считать работы его друга Джованни Баттисты Гваданьини) было положено в 1775 году, когда через посредство кремонского торговца шёлком Джованни Микеле Ансельми ди Бриата Иньяццо Алессандро связался с наследником семьи Страдивари Паоло, который также торговал шёлком. Он приобрёл у него 10 скрипок работы Страдивари, несколько незаконченных образцов, а также формы, штампы, различные инструменты и рисунки, использовавшиеся родичами продавца для изготовления скрипок.
Со временем коллекция стала насчитывать около 80 инструментов, в том числе работы следующих мастеров:
- Антонио Страдивари, включая знаменитую скрипку «Мессия[итал.]»;
  - сыновей Антонио Франческо и Омобоно Страдивари;
- братьев Антонио[итал.] и Джироламо Амати[итал.], сына последнего Николо Амати и его сына Джироламо-младшего;
- братьев Джоакино и Джованни Каппа — учеников и последователей семьи Амати;
- Андреа, Джузеппе и Пьетро Гварнери и внука Джузеппе Андреа-младшего;
- Франческо и Джованни Баттисты Руджьери;
- Карло Бергонци;
- Якоба Штайнера;
- Джованни Баттиста Гваданьини

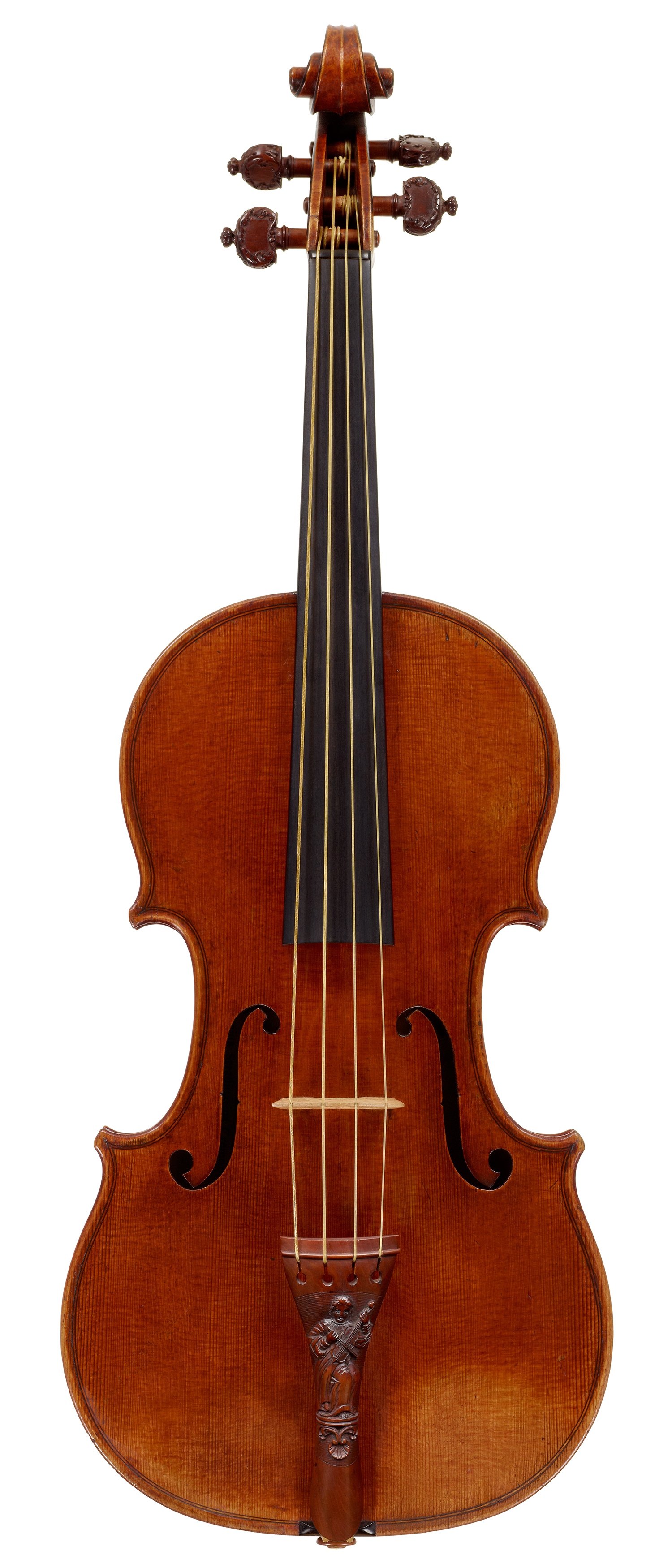
Леди Блант Антонио Страдивари, бывшая частью коллекции Коцио

Иньяцо Алессандро не просто собирал коллекцию, но занимался изучений методов старых мастеров, писал об этом научные работы и делился своими знаниями со всеми желавшими продолжить традицию кремонских скрипичных мастеров. Однако, к 1820-м годам из-за продаж инструментов, осуществлявшихся Карло Карли, коллекция сильно сократилась. После смерти Коцио в 1840 году остатки коллекции были переданы наследником Карло Карли дочери Иньяцио Алессандро Матильде, которая в течение нескольких лет распродала её на аукционах Парижа и Лондона, часто по ценам существенно ниже рыночных. Опись уже не существовавшей к тому времени коллекции была опубликована в 1949 году Луиджи Ивильей по случаю 300-летия со дня рождения Антонио Страдивари.
Что касается инструментов, документов и форм, принадлежавших Антонио Страдивари и бывших частью коллекции Коцио, они перешли по наследству маркизу Роландо Далла Валле, который выставил их, а также архив Коцио на Итальянской национальной выставке в Милане в 1881 году. Там их увидел и выкупил вместе с семью скрипками Страдивари скрипичный мастер и предприниматель Джузеппе Фьорини, который позднее тщетно пытался её продать, а затем передал в 1930 году Городскому музею Кремоны. Позднее на основе этого дара в Кремоне был создан Музей скрипки. Архив Коцио был опубликован Р. Бакеттой и Д. Ивильей в Милане в 1950 году.